# Oligopolio
L'oligopolio dal greco antico ὀλίγοι (ὀlígoi: «poco», «pochi») e -πώλιον (pólion, da πωλεῖν — polèin, vendere) è una forma di mercato in cui ci sono poche imprese con uguale struttura di costo e che producono un bene omogeneo. Le imprese oligopolistiche non sono price-maker, e quindi non possono stabilire il prezzo di mercato, ma sono in grado di influenzarlo con i loro comportamenti.
Il duopolio è, in particolare, un oligopolio con soli due offerenti e viene spesso usato per semplificare i modelli di oligopolio.

## Caratteristiche
Diversamente da forme di mercato quali la concorrenza perfetta o il monopolio, non esiste un modello universale di oligopolio. Ciò è almeno in parte dovuto al fatto che le imprese che operano all'interno di un mercato oligopolistico hanno la possibilità di adottare comportamenti di tipo strategico, ossia di effettuare le proprie decisioni di produzione o prezzo in funzione delle scelte effettuate dalle imprese concorrenti. Questa caratteristica dà adito a una maggiore varietà di possibili comportamenti, che si traduce nel gran numero di modelli di oligopolio proposti dalla teoria economica. Si presentano di seguito i modelli standard di oligopolio à la Bertrand, Cournot e Stackelberg, normalmente trattati in un testo introduttivo di microeconomia o economia industriale.
L'oligopolio è caratterizzato da:
- poche imprese
- prodotti omogenei oppure differenziati
- barriere all’entrata
- naturali (innocenti): economie di scala, pubblicità, ricerca e sviluppo….
- strategie: controllo degli input essenziali, capacità produttiva in eccesso

## Modelli di oligopolio

### Modello di Bertrand
Concetto sviluppato dall'economista e matematico francese Joseph Louis François Bertrand; il modello si basa su:
- le due imprese concorrono sul prezzo;
- il mercato risulta efficiente;
- il guadagno di ogni impresa è pari a 0, perché le imprese abbasseranno i prezzi fino al costo marginale (situazione distruttiva per le imprese).

Il modello di Bertrand è una critica fatta al modello di Cournot. Cournot sosteneva infatti che l'equilibrio era raggiungibile solo in presenza di irrilevanza strategica poiché ragionava sulle quantità. Bertrand invece usa come variabile i prezzi, ma la critica fatta successivamente da Edgeworth a Bertrand è che quest'ultimo ipotizza capacità produttiva infinita per la singola impresa.

### Modello di Sylos-Labini
Il modello di Sylos-Labini per l'oligopolio vale in un mercato dove è presente un prodotto omogeneo, non differenziato, offerto da imprese che hanno dimensioni e costi della produzione molto diversi, con forti discontinuità tecnologiche, e un'impresa di grandi dimensioni, più efficiente delle altre, in grado di esercitare una leadership di prezzo. Quindi, tre ipotesi:
- prodotto omogeneo;
- aziende con tecnologia, costi e volumi di produzione molto diversi;
- un'azienda con volumi e costi di produzione tali da determinare il prezzo di equilibrio nel mercato.

Per il postulato di Sylos-Labini una nuova impresa entra nel mercato se e solo se il prezzo di equilibrio, di mercato, che si viene a determinare dopo la sua entrata gli consente di realizzare almeno il profitto normale.
L'impresa che ha la leadership di prezzo adotterà un prezzo che deve essere remunerativo per sé e le altre aziende presenti sul mercato, ma con un saggio di mark-up non troppo alto, tale da dissuadere altri potenziali concorrenti dall'ingresso nel mercato.
Il prezzo limite {\displaystyle p_{L}} che l'impresa leader praticherà, è dato da:
{\displaystyle p_{L}=p\cdot {\frac {q_{p}}{e_{p}\cdot q+1}}},
dove:
- {\displaystyle q_{p}=\Delta _{q}} è la dimensione, la quantità prodotta dal potenziale entrante;
- {\displaystyle e_{p}={\frac {\Delta _{q}/q}{\Delta _{p}/p}}}, elasticità della domanda rispetto al prezzo;
- {\displaystyle \Delta _{p}=p_{L}-p}, variazione del prezzo che interviene nel mercato;
- {\displaystyle p_{L}=p_{L}(p,q,e_{p},\Delta _{q})}.